# Praktnötväcka
Praktnötväcka (Sitta formosa) är en asiatisk fågel i familjen nötväckor inom ordningen tättingar. Den häckar i bergsskogar i östra Himalaya och delar av Sydostasien. Arten är fåtalig och minskar i antal, så pass att den är upptagen på IUCN:s röda lista, i kategorin sårbar (VU).

## Utseende och läten
Praktnötväckan är en stor (16,5 cm) och som namnet avslöjar mycket vacker nötväcka. Ovansidan är svart med lysande blå till vita streck på hjässa, nacke och mantel. Vidare syns breda blå band utmed skapularerna ner till rygg och övergump samt två smala, vita vingband. Undersidan är matt rostbeige med ljusare strupe och huvudsidor. Lätet är högt och darrande, i engelsk litteratur återgivet som "chit'it'it'it'it'it'it'it". Även ett kortare, tvekande "chit it chit it chit it och "chit'it-it, chirririt-it" hörs.

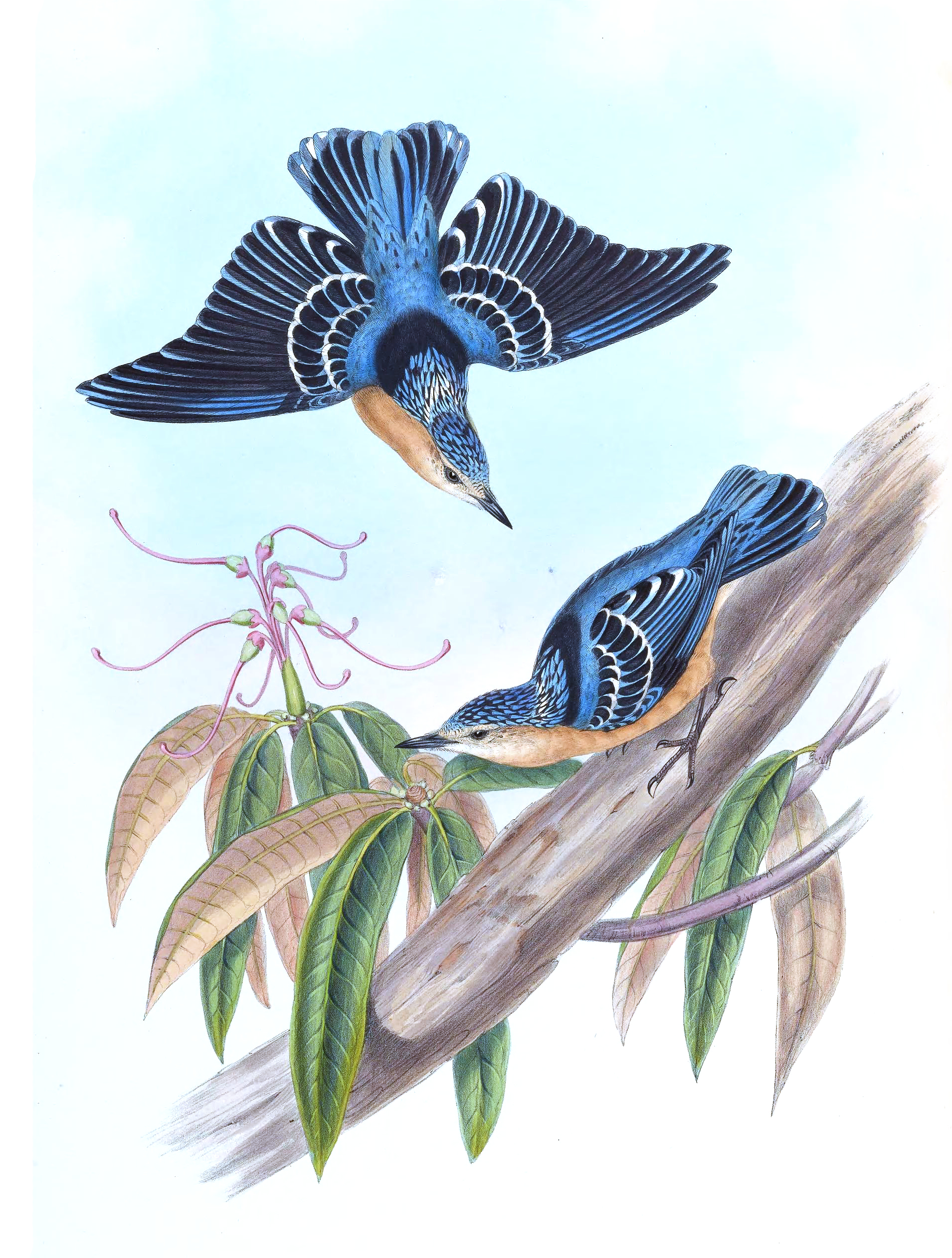

## Utbredning och systematik
Praktnötväckan förekommer mycket lokalt från Sikkim och Bhutan till Yunnan, Myanmar och nordvästra Tonkin. Den behandlas som monotypisk, det vill säga att den inte delas in i några underarter. DNA-studier visar att praktnötväckan utgör en egen utvecklingslinje, systerart till en stor grupp nötväckor där bland annat den europeiska nötväckan (Sitta europaea) ingår.

## Levnadsätt
Praktnötväckan hittas i tät skog, i östra Himalaya mellan 300 och 2135 meters höjd, i Vietnam och Laos 950–2000 meter. Den ses enstaka, i par eller i smågrupper, ofta i artblandade flockar, födosökande bland mossor, lavar och orkidéer i mittersta och övre delen av trädtaket. Födan är okänd annat än att den utgörs av insekter. 

### Häckning
Kunskapen om praktnötväckans häckningsbiologi är begränsad. Häckningssäsongen i nordöstra Indien sträcker sig från april till maj–juni. Boet placeras i ett trädhål två till åtta meter ovan mark. Om ingångshålet är för stort murar fågeln igen delar av det med lera. I boet lägger den fyra till sex ägg.

## Status
Praktnötväckan har en liten och fragmenterad världspopulation bestående av under 10 000 vuxna individer. Den tros också minska i antal på grund av habitatförlust och lokalt även jakt. Internationella naturvårdsunionen IUCN anser den vara utrotningshotad och listar den som sårbar (VU).